# Выгодский, Соломон Львович
Соломон Львович Выгодский (1899, Ичня, Черниговская губерния — 13 декабря 1978, Ленинград) — советский экономист, профессор (1938) Академии общественных наук при ЦК КПСС, доктор экономических наук (1939). Заведующий кафедрой политической экономии МГУ (1941—1943), Заслуженный деятель науки РСФСР.

## Биография
Родился в 1899 году в Ичне Борзнянского уезда Черниговской губернии.
Окончил факультет общественных наук МГУ (1924), на научно-педагогической работе с 1923 года. В 1924—1926 гг. преподавал политэкономию на рабфаке им. Артёма Московской горной академии.
Работал в МГУ, профессор (1938), заведующий общеуниверситетской кафедрой политической экономии (1941—1943). В Московском университете читал курс лекций по политической экономии капитализма; вел спецсеминар по «Капиталу» К. Маркса. С 1931 года на кафедре начали выходить «Комментарии» к различным томам «Капитала» К.Маркса, которые подготовил Д. И. Розенберг. В дальнейшем эти работы Д. И. Розенберга переиздавались под редакцией С. Л. Выгодского (1961).
Внештатный консультант группы денежного обращения НКФ СССР в период подготовки и проведения денежной реформы 1947 года.
С 1948 года перешел на кафедру политической экономии Академии общественных наук при ЦК КПСС.
Область научных интересов: проблемы экономики современного капитализма, теория монопольной цены и монопольной прибыли, вопросы капиталистического воспроизводства в условиях научно-технической революции. Автор более ста научных работ, которые были переведены на болгарский, немецкий, английский, румынский, французский языки.
Скончался 13 декабря 1978 года.
Сын Виталий (1928—1998) — экономист, доктор экономических наук (1974).

## Избранные труды
- Выгодский С. Л. Очерки по теории кредита К. Маркса / С. Выгодский. — Москва ; Ленинград : Московский рабочий, [1929]
- Выгодский С. Л. Основы теории кредита / С. Л. Выгодский; Центр. заочные курсы финансово-эконом. наук НКФ СССР и Моск. промышл.-эконом. ин-та им. А. И. Рыкова. — Москва : Гос. финансовое изд-во СССР, 1929
- Выгодский С. Л. Сельскохозяйственный кредит в дореволюционной России : Опыт экон. анализа финансирования хлопководства, льноводства и свекловодства / С. Л. Выгодский; Под ред. А. И. Гайстера Ком. акад. Аграрный ин-т. — Москва : Гос. изд-во с.-х. и колхоз.-кооп. лит-ры, 1931
- Выгодский С. Л. Кредит и кредитная политика в США : Кредитная политика федеральной резервной системы / С. Выгодский; Акад. наук СССР. Ин-т мирового хоз-ва и мировой политики. — Москва : Соцэкгиз, 1936
- Выгодский С. Л. Кредит и кредитная политика Соединенных Штатов Америки : Опыт экон. анализа роли центр. банков в эпоху империализма / Проф. С. Л. Выгодский, д-р экон. наук; Моск. ордена Ленина гос. ун-т им. М. В. Ломоносова, Кафедра полит. экономии. — 2-е изд., перераб. и доп. — Москва : Госфиниздат, 1940.
- Выгодский С. Л. Торговый капитал и торговая прибыль : Стенограмма лекции, прочит. в Высш. парт. школе при ЦК ВКП(б) / Д-р экон. наук С. Л. Выгодский. — Москва : Б. и., 1945
- Выгодский С. Л. Средняя прибыль и цена производства. — [Москва] : Госполитиздат, 1947
- Выгодский С. Л. Новые явления в экспорте капитала после Второй мировой войны : Стенограмма публичной лекции, прочит. 11-го сент. 1947 г. в Центр. лектории О-ва в Москве / Всесоюз. о-во по распространению полит. и науч. знаний. — Москва : [Правда], 1947
- Выгодский С. Л. Основной экономический закон современного капитализма : Перераб. стенограмма публичных лекций.. / Всесоюз. о-во по распространению полит. и науч. знаний. — Москва : Знание, 1953.
- Выгодский С. Л. Предмет политической экономии : Перераб. стенограмма публичной лекции.. / Всесоюз. о-во по распространению полит. и науч. знаний. — Москва : Знание, 1954.
- Выгодский С. Л. Некоторые вопросы соревнования социализма с капитализмом на современном этапе / Всесоюз. о-во по распространению полит. и науч. знаний. — Москва : Знание, 1956.
- Выгодский С. Л. Теория средней прибыли и цены производства К. Маркса в свете современных данных. — Москва : Госполитиздат, 1956.
- Выгодский С. Л. Очерки теории современного капитализма. — Москва : Экономиздат, 1961.
- Выгодский С. Л. Современный капитализм : (Опыт теорет. анализа) / Акад. обществ. наук при ЦК КПСС. Кафедра экон. наук. — Москва : Мысль, 1969.
- Выгодский С. Л. Современный капитализм : (Опыт теорет. анализа) / Акад. обществ. наук при ЦК КПСС. Кафедра марксистско-ленинской полит. экономии. — Москва : Мысль, 1975.